# Bad Kötzting
Bad Kötzting – miasto uzdrowiskowe w Niemczech, w kraju związkowym Bawaria, w rejencji Górny Palatynat, w regionie Ratyzbona, w powiecie Cham. Leży około 15 km na południowy wschód od miasta Cham i ok. 18 km od granicy z Czechami, przy linii kolejowej (Lam – Cham).
Miejscowość jest areną tradycyjnej konnej procesji - Pfingstritt.

## Współpraca
Miejscowości partnerskie:

- Altea, Hiszpania
- Bellagio, Włochy
- Bundoran, Irlandia
- Chojna, Polska
- Granville, Francja
- Holstebro, Dania
- Houffalize, Belgia
- Judenburg, Austria
- Karkkila, Finlandia
- Kőszeg, Węgry
- Marsaskala, Malta
- Meerssen, Holandia
- Niederanven, Luksemburg
- Oxelösund, Szwecja
- Preny, Litwa
- Preweza, Grecja
- Sesimbra, Portugalia
- Sherborne, Wielka Brytania
- Türi, Estonia
- Sigulda, Łotwa
- Sušice, Czechy
- Zwoleń, Słowacja